# Східноафриканське плоскогір'я

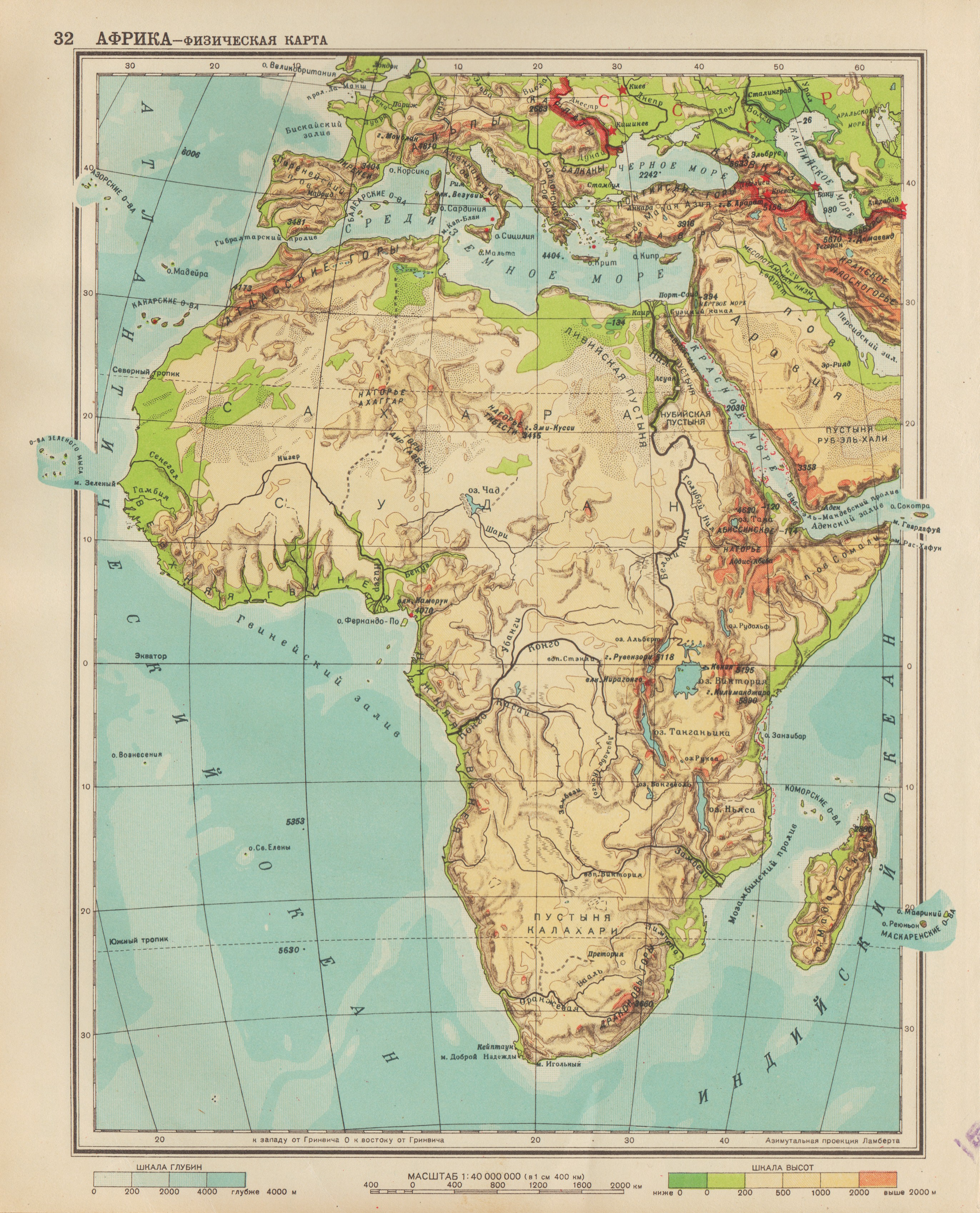

Східноафриканське плоскогір'я (англ. East African Plateau) — плоскогір'я на сході Африки, що лежить між Індійським океаном на сході та улоговиною Конго на заході, нижньою течією Замбезі на півдні та западиною озера Туркана (Рудольф) на півночі.

## Рельєф
До активної частини Африканської платформи належить Східноафриканське плоскогір'я. Високі вулканічні конуси, гірські долини з озерами, лавові плато, високі рівнини все це поєднано в рельєфі плоскогір'я. Вузькі улоговини з урвистими сходчитами схилами, найбільші з них заповнені озерами властиві рельєфу місцевості.

## Клімат
На Східноафриканському плоскогір'ї розвинулись саванні ландшафти з лісами на схилах із субекваторіальним мусонним та перемінно-вологим кліматом.

## Геологічна будова
Докембрійські кристалічні, палеозойські та мезозойські континентальні відклади властиві Східноафриканському плоскогір'ю. У кайнозої утворилися велетенські тектонічні розломи і рифти. Борти рифтів піднімаються над днищами на 2000 м і більше. Озерами Альберт, Едвард, Ківу, Танганьїка, Ньяса зайняті глибокі грабени на західній окраїні плоскогір'я. Абсолютна висота складає більше 1000 м. Висока сейсмічність характерна для всієї території плоскогір'я. Тут відбуваються землетруси, спостерігається сучасна вулканічна діяльність. Більше 6000 км складає загальна протяжність найзначніших на планеті тектонічних порушень з півночі на південь. З Передньої Азії по дну Червоного моря йдуть розломи.

## Географічне положення
Висока рівнина — Східноафриканське плоскогір'я — на карті займає велику область материка, яку в північній частині перетинає екватор. На заході знаходиться западина Конго. Протяжність від Ефіопського нагір'я до озера Ньяса (з півночі на південь) складає 1750 км. Від західної околиці до узбережжя Індійського океану — 1400 км. Територія плоскогір'я розташована на схід від гір Рувензорі і масиву Вірунга. Найвищі конуси і піки тут сусідять з глибокими тектонічними розломами, западинами. У цій області знаходяться витоки і вододіли головних річок Африки (Конго, Ніл, Замбезі). Територія належить різним державам материка: Кенії, Танзанії, Уганді, Замбії, Руанді, Бурунді, Малаві.

## Корисні копалини
На території Східноафриканського плоскогір'я є такі корисні копалини:
- залізна руда;
- олово;
- золото;
- алмази;
- танзаніт;
- кам'яне вугілля;
- флюорит[3].